# Filippo Bandinelli
Pour les articles homonymes, voir Bandinelli.
Filippo Bandinelli, né le 29 mars 1995 à Florence en Italie, est un footballeur italien, qui évolue au poste de milieu central au Spezia Calcio.

## Biographie

### Débuts
Né à Florence en Italie, Filippo Bandinelli est formé par l'ACF Fiorentina. Il commence toutefois sa carrière professionnelle avec le Latina Calcio, en Serie B, où il est prêté lors de la saison 2015-2016. Il joue son premier match le 27 octobre 2015, lors d'une rencontre de championnat face au Ternana Calcio. Il entre en jeu à la place de Joseph Minala (en) et son équipe s'incline par deux buts à un.
En juillet 2016, Bandinelli quitte définitivement la Fiorentina, où il n'aura joué aucun match en professionnel, afin de s'engager avec le Latina Calcio.
Le 9 juillet 2017, Filippo Bandinelli s'engage en faveur de l'US Sassuolo.
Le 2 août 2018, il est prêté au Benevento Calcio pour une saison.

### Empoli FC
Le 13 juillet 2019, Filippo Bandinelli rejoint l'Empoli FC. 
Bandinelli fait sa première apparition sous les couleurs de l'Empoli FC face au Reggina 1914 le 11 août 2019, en coupe d'Italie. Il est titularisé et son équipe l'emporte par deux buts à un. Il inscrit son premier but pour Empoli le 25 août 2019, lors de la première journée de la saison 2019-2020 de Serie B, contre la Juve Stabia. Il participe à la victoire de son équipe en ouvrant le score d'une frappe lointaine (2-1 score final).
Lors de la saison 2020-2021, il participe à la montée du club en première division, l'Empoli FC terminant premier de Serie B, et donc sacré champion, retrouve l'élite du football italien qu'il avait quittée en 2019,.
Bandinelli découvre alors la Serie A, faisant sa première apparition dans cette compétition le 21 août 2021, à l'occasion de la première journée de la saison 2021-2022, contre la Lazio Rome. Titularisé ce jour-là, il se fait remarquer en inscrivant son premier but en première division en ouvrant le score, mais son équipe s'incline tout de même par trois buts à un,.

### Spezia Calcio
Le 21 juillet 2023, Filippo Bandinelli s'engage en faveur de la Spezia Calcio. Il signe un contrat courant jusqu'en juin 2027.
Il joue son premier match pour la Spezia le 14 août 2023, à l'occasion d'une rencontre de Coupe d'Italie face au Venezia FC en coupe d'Italie. Il est titularisé et voit son équipe s'imposer après une séance de tirs au but.

## Palmarès
Empoli FC
- Serie B (1) :
  - Champion : 2020-2021.